# Fotoklub Rzeczypospolitej Polskiej

Medal „Za Zasługi dla Fotografii Polskiej”

Medal „Za Fotograficzną Twórczość”

Fotoklub Rzeczypospolitej Polskiej – Stowarzyszenie Twórców; utworzone w 1995 roku, nawiązujące do tradycji Fotoklubu Polskiego. Fotoklub RP jest członkiem operacyjnym i reprezentantem Polski w Międzynarodowej Federacji Sztuki Fotograficznej (FIAP) – z siedzibą w Paryżu (Francja).

## Działalność
Stowarzyszenie powstało w 1995 roku. Zrzesza artystów fotografów (fotografików), twórców fotografii artystycznej jako członków rzeczywistych, nadzwyczajnych, honorowych i zbiorowych. Indywidualni twórcy zawodowi, stanowiący trzon stowarzyszenia to ponad 420 fotografików (członków rzeczywistych). Fotoklub RP jest kontynuatorem tradycji Fotoklubu Polskiego, promującego rozwój fotografii artystycznej i wspierającego artystyczną twórczość swoich członków. Podstawowym celem działalności Fotoklubu Rzeczypospolitej Polskiej jest rozwój i upowszechnianie fotografii artystycznej, na zasadach określonych w Statucie Fotoklubu RP.
Stowarzyszenie reprezentuje interesy twórcze i zawodowe swoich członków. Fotoklub RP obejmuje swoim patronatem wiele wydarzeń fotograficznych, takich jak konkursy, wystawy, plenery, szkolenia, warsztaty, sympozja i wiele innych realizacji artystycznych (krajowych i międzynarodowych) – spełniających kryteria określone w regulaminie przyznawania patronatu przez Fotoklub RP. Jest organizatorem plenerów, spotkań, warsztatów, wystaw fotograficznych na terenie całego kraju. Stowarzyszenie nadaje odznaczenia dla zasłużonych i aktywnych twórców fotografii artystycznej, z uwzględnieniem dorobku twórczego i zaangażowania na rzecz rozwoju fotografii (Medal „Zasłużony dla Fotografii Polskiej”, Medal „Za Fotograficzną Twórczość”, Medal „Za Zasługi dla Rozwoju Twórczości Fotograficznej”, Medal „Za Zasługi dla Fotografii Polskiej” (1918–2018)).
Jako jedyny reprezentant Polski w Międzynarodowej Federacji Sztuki Fotograficznej (FIAP) – Fotoklub RP pośredniczy w uzyskiwaniu tytułów artystycznych i honorowych FIAP.
Fotoklub Rzeczypospolitej Polskiej Stowarzyszenie Twórców ściśle współpracuje z Fundacją Fotografia dla Przyszłości. Współpraca to szeroko zakrojona działalność fotograficzna – organizacja, konkursów, prezentacji, spotkań, konsultacji, warsztatów fotograficznych oraz organizacja wystaw krajowych, międzynarodowych, autorskich (m.in. członków Fotoklubu Rzeczypospolitej Polskiej) i zbiorowych. Fotoklub RP współpracuje również z towarzystwami, grupami, kołami, klubami i innymi stowarzyszeniami fotograficznymi na terenie całego kraju, zrzeszając ich w charakterze członków zbiorowych Fotoklubu RP.
W 2017 roku wydano Almanach (1995–2017) – album fotograficzny z wybranymi fotografiami członków Fotoklubu RP, będący podsumowaniem 20–lecia działalności Fotoklubu Rzeczypospolitej Polskiej Stowarzyszenia Twórców. Z końcem 2017 roku Zarząd Fotoklubu Rzeczypospolitej Polskiej ustanowił odznaczenie – Medal „Za Zasługi dla Fotografii Polskiej”, przyznawany przez Kapitułę Fotoklubu RP w 100. rocznicę odzyskania niepodległości (1918-2018). W 2020 ustanowiono nowe odznaczenie – Medal „Za Fotograficzną Twórczość” (złoty, srebrny, brązowy), przyznawany przez Kapitułę Fotoklubu Rzeczypospolitej Polskiej Stowarzyszenia Twórców, w związku z obchodami 25-lecia powstania Fotoklubu RP. W nowym odznaczeniu zmieniono wstążkę – z wstążki z dwoma pionowymi paskami w kolorze biało-czerwonym – na wstążkę z pionowymi paskami w kolorze biało-czerwonym (w środku wstążki umieszczono pasek w kolorze złotym, srebrnym lub brązowym) oraz czarnym – na obrzeżach wstążki. Sam medal (poza drobnymi szczegółami) pozostał w niezmienionej formie.

## Zarząd
- Małgorzata Dołowska – prezes
- Marcin Kwarta – wiceprezes
- Waldemar Siatka – wiceprezes
- Grzegorz Strojny – skarbnik

### Członkowie Zarządu
- Barbara Polakowska
- Mirosław Chmiel
- Grzegorz Pawlak

Źródło

## Kapituła
- Małgorzata Krystyna Dołowska – prezydent[25]

### Członkowie Kapituły
- Marek Tomaszuk
- Juliusz Multarzyński
- Agata Osika-Kucharska
- Krzysztof Kuzko
- Alicja Przybyszowka

Źródło

## Komisja rewizyjna
- Dariusz Łaski – przewodniczący
- Marek Zgliński
- Tadeusz Jerzy Kucharski

Źródło

## Komisja Kwalifikacji Zawodowych
- Krystyna Tomaszuk – przewodnicząca[25]

## Sąd Koleżeński
- Tadeusz Myśliński – przewodniczący
- Wojciech Wesołowski
- Krystyna Tomaszuk

Źródło

## Kontakt z FIAP
- Dorota Kycia – Oficer Łącznikowy FIAP[24]

## Regiony Fotoklubu Rzeczypospolitej Polskiej
- Region Radomski Fotoklubu RP[26][27][28]
- Region Kujawsko – Pomorski Fotoklubu RP[29]
- Region Świętokrzyski Fotoklubu RP[30]

W 2020 decyzją nowego Zarządu – rozwiązano regionalne ośrodki Fotoklubu Rzeczypospolitej Polskiej.

## Członkowie zbiorowi Fotoklubu Rzeczypospolitej Polskiej
- Radomskie Towarzystwo Fotograficzne – Radom
- Tarnowskie Towarzystwo Fotograficzne – Tarnów
- Fundacja Foto Pozytyw – Radomsko[32]
- Krakowski Klub Fotograficzny – Kraków
- Stowarzyszenie Myślenickiej Grupy Fotograficznej „mgFoto” – Myślenice
- Ogólnopolska Fotograficzna Grupa Twórcza Art Fokus 13 – Kleszczów
- Jurajski Fotoklub Częstochowa – Częstochowa
- Stowarzyszenie Inicjatyw Kulturalnych „Pasja” – Płoty
- Zamojska Grupa Fotograficzna – Zamość
- Rzeszowskie Stowarzyszenie Fotograficzne – Rzeszów
- Wojnickie Towarzystwo Fotograficzne Fotum – Wojnicz
- Krynickie Towarzystwo Fotograficzne – Krynica Zdrój
- Lubelskie Towarzystwo Fotograficzne im. Edwarda Hartwiga – Lublin
- Jeleniogórskie Towarzystwo Fotograficzne
- Izerskie Forum Fotografii
- Białostockie Towarzystwo Fotograficzne
- Stowarzyszenie Fotograficzne Przeciw Nicości im. Mieczysława Wielomskiego

Źródło